# 碳氟化合物

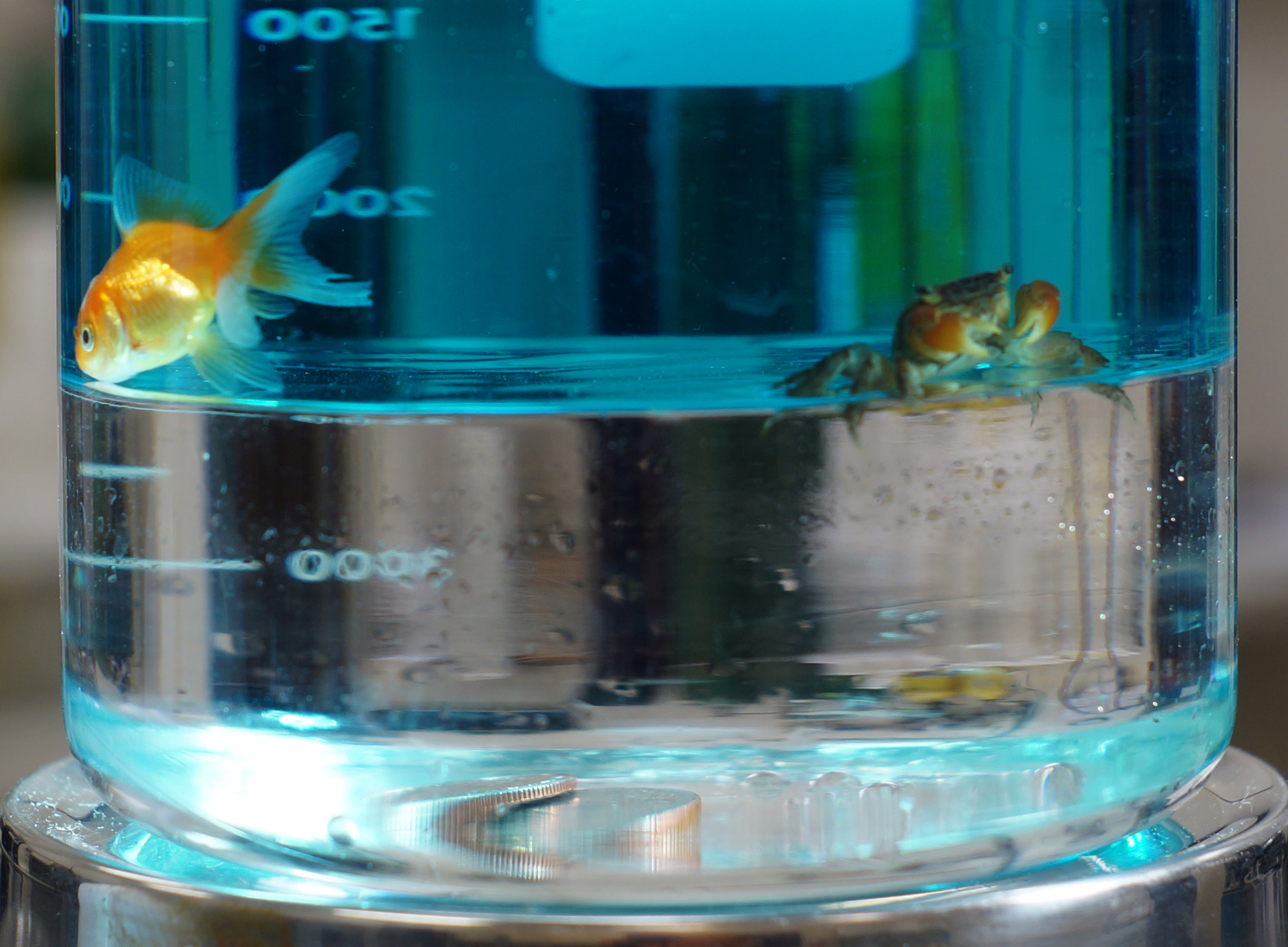
带颜色的水（上层）和密度相对大的全氟庚烷（下层）在烧杯里形成明显的分割线，金鱼和螃蟹无法过界，25美分硬币则沉底

碳氟化合物,又称全氟化合物 或PFCs,是一种有机氟化合物，化学式CxFy, 只由碳和氟组成，尽管未严格遵循该术语。
有前缀perfluoro-的化学物质表示C-H 键都被C-F键取代的碳氢化合物，包括有杂原子的化合物。
碳氟化合物可以是全氟烷烃，氟烯烃和氟炔烃以及全氟芳族化合物。碳氟化合物及其衍生物（全氟化合物）可用作制造聚四氟乙烯，制冷剂，溶剂和麻醉剂。

## 例子

全氟烷烃
四氟化碳，最简单的碳氟化合物
全氟辛烷，直链的全氟烷烃
全氟异己烷，带支链的全氟烷烃
全氟-1,3-二甲基环己烷，环状全氟烷烃
全氟萘烷，多环全氟烷烃